# Synagoge (Ebenfurth)

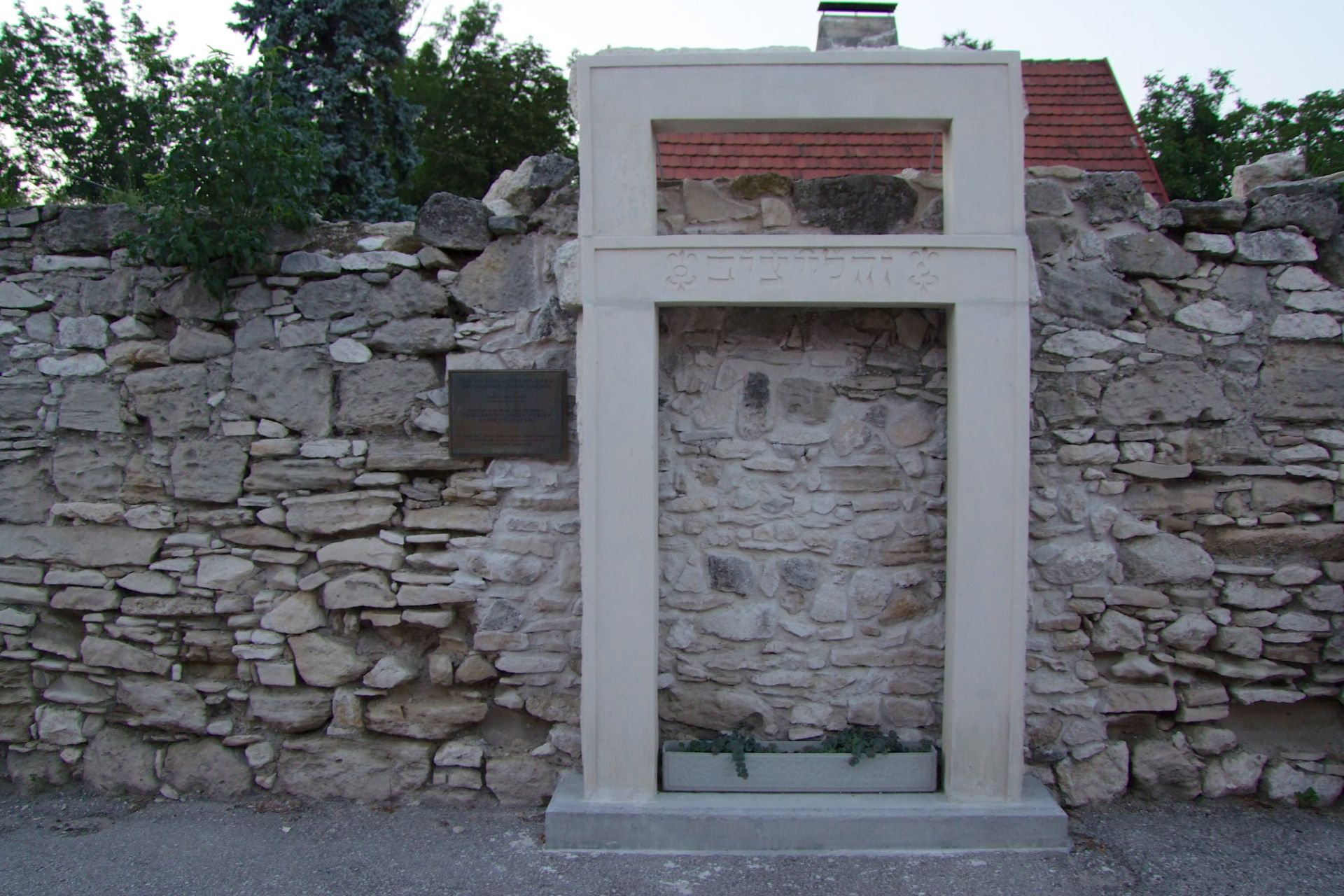
Stadtmauer und davor die Türeinfassung der ehemaligen Synagoge

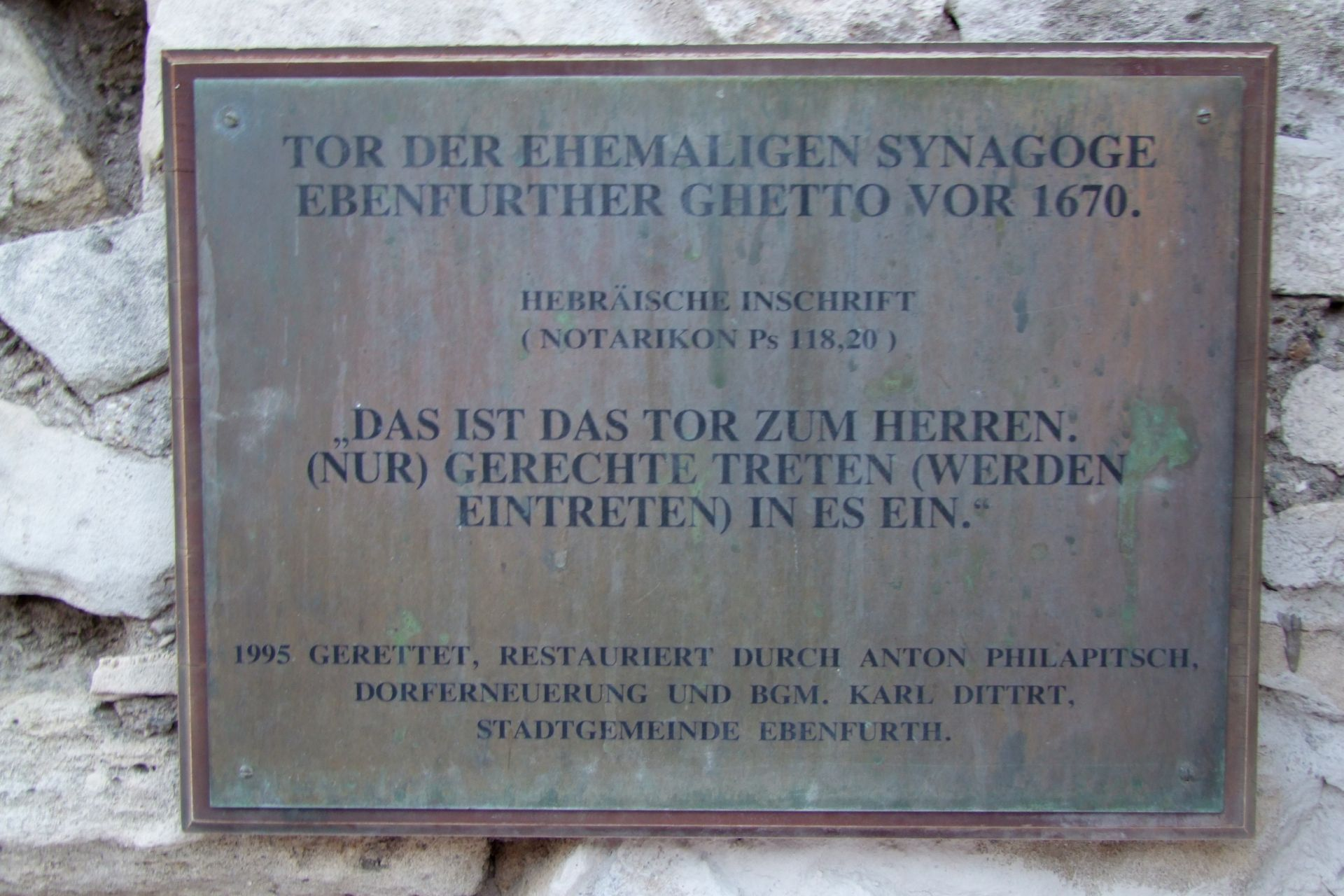
Informationstafel

Die Synagoge in Ebenfurth, einer Stadt im Bezirk Wiener Neustadt-Land in Niederösterreich, wurde vermutlich im 16. Jahrhundert errichtet.
Die ehemalige Synagoge stand in der Annagasse innerhalb des jüdischen Ghettos. Das Synagogengebäude war an die Stadtmauer und an einen Wehrturm angebaut. 
Beim Abriss des Wohnhauses Annagasse 2 im Jahr 1994 wurde der Türrahmen der Synagoge an der nordöstlichen Ecke der Südwand des Gebäudes geborgen und nach der Restaurierung an der Stadtmauer aufgestellt. Die hebräische Inschrift in Übersetzung lautet: „Dies ist das Tor zum Herrn, Gerechte werden dahin eintreten.“